# Charmin Smith
Charmin S. Smith (St. Louis, 2 maggio 1975) è un'ex cestista e allenatrice di pallacanestro statunitense, professionista nella ABL e nella WNBA.